# La Confession tragique
Pour plus de détails, voir Fiche technique et Distribution.
La Confession tragique (L'abito nero da sposa) est un film italien réalisé par Luigi Zampa, sorti en 1945.

## Synopsis
Dans la Rome papale, le capitaine et mercenaire Strozzi tue le banquier Chigi qui lui a refusé la main de sa fille Berta, fiancée à Giuliano de Medici, frère du cardinal Giovanni. L'accusé du crime est plutôt le jeune Giuliano qui est arrêté et enfermé en prison en attendant son procès. Pendant ce temps, le véritable assassin avoue sans vergogne le crime au cardinal Giovanni, qui ne peut violer le secret de la confession en restant impuissant devant les juges qui le condamnent à la potence. Mais juste avant l'exécution, le cardinal par un stratagème met Strozzi en état d'avouer le crime en présence de témoins cachés. Giuliano est libéré immédiatement et pourra ainsi épouser Berta.

## Fiche technique
- Titre français : La Confession tragique ou La Robe noire de la mariée[1]
- Titre original : L'abito nero da sposa
- Réalisation : Luigi Zampa
- Scénario : Luigi Zampa, Ennio Flaiano, Riccardo Freda, Gherardo Gherardi et Mario Pannunzio d'après la pièce de Louis N. Parker
- Photographie : Gábor Pogány et Aldo Tonti
- Musique : Piero Giorgi
- Pays de production :  Royaume d'Italie
- Langue originale : italien
- Format : Noir et blanc - 1,37:1 - Son mono
- Genre : drame
- Date de sortie : 
  - Royaume d'Italie : 17 mai 1945
  - France : 1er avril 1949[1]

## Distribution
- Fosco Giachetti : le Cardinal Giovanni de Medici
- Jacqueline Laurent : Berta Chigi
- Enzo Fiermonte : Giuliano de Medici
- Carlo Tamberlani : Andrea Strozzi
- Aldo Silvani : Bartolomeo Chigi
- Emilio Petacci : Un marchand
- Elena Sangro : Celestina
- Walter Grant